# باسلي (اسم)
بَاسِلِي هو اسم علم مذكر من أصل عربي، وجاء الاسم على صيغة الفاعل، ومعناه نسبة إلى باسل وهو الشجاع والشديد والأسد.